# Клин (орнитология)

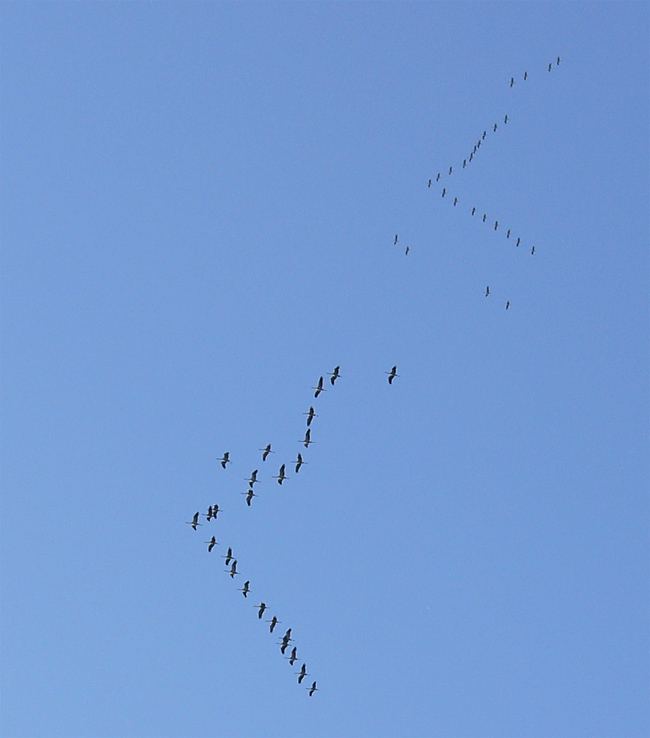
Клин серых журавлей

Птичий клин — линейное V-образное построение углом вперёд группы или стаи перелётных птиц при ближних (кормовых) и дальних (миграционных) перелётах.
Клиновой строй используют журавли, гуси и многие другие виды птиц для облегчения утомительных дальних перелётов. Когда вожак птичьей стаи совершает мах крылом вниз, то позади него образуется восходящая струя. Птицы задних порядков, как правило молодые и более слабые, используют эту струю, как бы выталкивающую их вперёд. Таким образом, часть аэродинамической нагрузки берут на себя вожаки стаи и наиболее сильные птицы, летящие во главе клина.
Птичий клин может быть асимметричным, сдвоенным, строенным или иметь более сложное построение. Клин, направленный в полёте одной стороной вперёд, называется «ключом» (журавлиный ключ).